# Ґай Фокс
Ґай Фокс (англ. Guy Fawkes; [fɔːks]; 13 квітня 1570 – 31 січня 1606; також відомий як Гвідо Фокс) — англійський шляхтич-католик, найвідоміший учасник «Порохової змови» проти англійського та шотландського короля Якова I у 1605 році. Ґай народився і здобув освіту в Йорку; його батько помер, коли Фоксу було вісім років, після чого його мати вийшла заміж за католика-рекузанта.
Фокс прийняв католицизм і виїхав до материкової Європи, де воював за католицьку Іспанію у Вісімдесятилітній війні проти протестантських голландських реформаторів у Нижніх країнах. Він їздив до Іспанії, щоб шукати підтримки для повстання католиків в Англії, але безрезультатно. Згодом він зустрів Томаса Вінтура, з яким повернувся до Англії. Вінтур познайомив його з Робертом Кейтсбі, який планував вбити короля Якова I і відновити на троні католицького монарха. Змовники орендували приміщення під Палатою Лордів; Фокс був відповідальний за порох, який вони там запасали. Влада була сповіщена анонімним листом про необхідність проведення обшуку у Вестмінстерському палаці в перші години 5 листопада, вони виявили Фокса, який охороняв вибухівку. Протягом наступних кількох днів його допитували та катували. Зрештою, він зізнався у намірі підірвати Палату лордів.
Безпосередньо перед стратою 31 січня Фокс впав з ешафоту, де його мали повісити, і зламав собі шию, уникнувши тим самим агонії повішення, розтягування на дибі та чвертування. Він став синонімом «Порохової змови», невдачу якої відзначають у Великій Британії як Ніч Гая Фокса з 5 листопада 1605 року, коли його опудало традиційно спалюють на багатті, яке зазвичай супроводжується феєрверками.

## Раннє життя

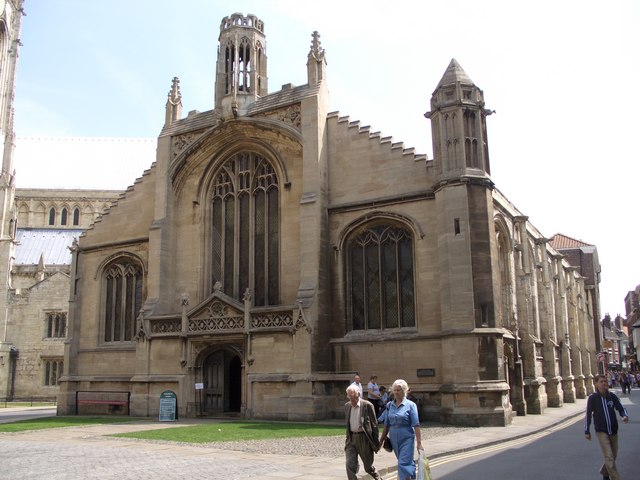
Церква Святого Михайла ле Белфрі, де був хрещений Фокс

### Дитинство
Ґай Фокс народився 13 квітня 1570 року в Стонегейті, Йорк. Він був другим із чотирьох дітей, народжених у родині йоркширського шляхтича, нотаріуса та консисторського адвоката Едварда Фокса, і Едіт, уродженої Блейк, спадкоємиці купецького роду. Батьки Гая регулярно спілкувалися з Англіканською Церквою, як і його бабуся та дідусь по батькові; його бабуся, Елен Гаррінгтон, була дочкою видатного купця, який служив лордом мера Йорка у 1536 році. Сім'я матері Гая була рекузантами, а його двоюрідний брат Річард Каулінг став священником єзуїтів. Ім'я Гай було рідкісним для Англії того часу, але, можливо, було популярним в Йорку завдяки місцевому знатному серу Гаю Ферфаксу зі Стітона.
Дата народження Фокса невідома, але він був охрещений у церкві Святого Майкла Ле Белфрі, Йорк, 16 квітня. Оскільки звичайний розрив між народженням і хрещенням становив три дні, він, ймовірно, народився близько 13 квітня. У 1568 році Едіт народила дочку, на ім'я Енн, але дитина померла у віці приблизно семи тижнів у листопаді того ж року. Після Гая вона народила ще двох дітей: Анну (1572 р.н.) та Елізабет (1575 р.н.). Обоє одружилися, у 1599 та 1594 роках відповідно.
У 1579 році, коли Гаю було вісім років, його батько помер. Через кілька років його мати вийшла заміж повторно за католика Діоніса Байнбрігге (або Дениса Бейнбріджа) з Скоттона, Гаррогейт. Фокс, можливо тоді став католиком завдяки традиціям сім'ї Байнбрігґе, а також католицьким відділенням сімей Путлейн і Персі в Скоттоні, крім того, він навчався в школі Святого Петра в Йорку, для дітей аристократів. Губернатор школи провів у в'язниці близько 20 років за рекусантство, а директор Джон Пуллін походив із сім'ї відомих йоркширських рекузантів, «Пуллінів». У своїй роботі «Пулліни Йоркширської» від 1915 року авторка Кетрін Пуллейн припустила, що католицька освіта Фокса походить від його родичів з Гаррінгтона, їхній дім був відомим притулком для священників, один з яких пізніше супроводжував Фокса у Фландрію в 1592–1593. Серед однокурсників Фокса були Джон Райт і його брат Крістофер (обидва пізніше задіяні з Фоксом у «Пороховій змові») та Освальд Тесімонд, Едвард Олдкорн та Роберт Міддлтон, які стали священниками (останній страчений у 1601 р.).
Після закінчення школи Фокс вступив на службу до Ентоні Брауна, першого виконта Монтагу. Віконт не любив Фокса і через короткий час відпустив його; згодом його влаштували на роботу Ентоні-Марія Браун, 2-й виконт Монтагу, який змінив його діда у віці 18 років. Принаймні одне джерело стверджує, що Фокс одружився і мав сина, але жодні відомі сучасні дані не підтверджують цього.

### Військова кар'єра
У жовтні 1591 Фокс продав маєток у Кліфтоні в Йорку, який він успадкував від свого батька. Він вирушив на континент, щоб битися у Вісімдесятилітній війні за католицьку Іспанію проти нової Республіки Об'єднаних провінцій Нідерландів, а з 1595 р. до Вервенського миру у 1598 р., Франція. Хоча до того часу Англія не брала участі в сухопутних операціях проти Іспанії, дві країни все ще перебували у стані війни, а Іспанська Армада 1588 року лише п'ять років тому була біля берегів Англії. Він приєднався до сера Вільяма Стенлі, англійського католика та командира-ветерана у середині п'ятдесятих років, який зібрав армію в Ірландії для бою в експедиції Лестера до Нідерландів. Стенлі високо цінувала Єлизавета I, але після здачі Девентера іспанцям у 1587 році він та більшість його військ змінили сторону та почали служити Іспанії. Фокс став альфересом або молодшим офіцером, добре бився при облозі Кале в 1596 році й до 1603 року був рекомендований до капітанства. Того року він поїхав до Іспанії, щоб шукати підтримки католицького повстання в Англії. Він використав нагоду, щоб прийняти італійську версію свого імені Гвідо, і у своєму меморандумі описав Якова I (який став королем Англії того року) як «єретика», який мав намір "вигнати всю папістську секту з Англії". Він засудив Шотландію та фаворитів короля серед шотландських дворян, написавши, що «не вдасться дуже довго примирити ці дві нації, як вони є». Хоча його прийняли ввічливо, Філіпа III не бажав надавати йому будь-яку підтримку.

## Порохова змова
У 1604 році Фокс зав'язав стосунки з невеликою групою англійських католиків на чолі з Робертом Кейтсбі, який планував вбити протестантського короля Якова і замінити його дочкою, третьою за чергою спадщини, принцесою Єлизаветою. Священник-єзуїт і колишній шкільний друг Освальд Тесімонд описав Фокса як «приємного в підході та життєрадісного за настроєм, протиставленого сваркам і чварам… відданим своїм друзям». Тесімонд також стверджував, що Фокс був «людиною, яка має високі навички у військових питаннях», і що саме ця суміш благочестя та професіоналізму привернула його до інших змовників. Автор Антонія Фрейзер описує Фокса як «високого, потужного чоловіка, з густими рудувато-коричневим волоссям, розпущеними вусами за традицією того часу і пухнастою рудувато-коричневою бородою», і що він був "людиною дії … здатний до розумних суперечок, а також фізичної витривалості, дещо на подив своїх ворогів ".
Перша зустріч п'яти ключових змовників відбулася в неділю, 20 травня 1604 р., У трактирі під назвою «Качка і Дрейк» у модному лондонському районі Странд. Кейтсбі вже пропонував на попередній зустрічі з Томасом Вінтуром та Джоном Райтом вбити короля та його уряд, підірвавши «Будинок парламенту порохом». Вінтур, який спочатку виступав проти плану, переконав Кейтсбі поїхати на континент, щоб шукати допомоги. Вінтур зустрівся з констеблем Кастилії, валійським вигнаним шпигуном Х'ю Оуеном та сером Вільямом Стенлі, який заявив, що Кейтсбі не отримає підтримки від Іспанії. Однак Оуен познайомив Вінтура з Фоксом, який на той час був далеко від Англії протягом багатьох років, і, отже, був в основному невідомий в країні. Вінтур і Фокс були сучасниками; кожен з них був войовничим і мав власний досвід відмови іспанців у допомозі. Вінтур розповів Фоксу про їхній план «зробити щось у Інгландії, якщо пес із Іспанією нас не зцілив», і таким чином у квітні 1604 року двоє чоловіків повернулися до Англії. Новини Вінтура не здивували Кейтсбі; незважаючи на позитивні звуки з боку іспанської влади, він побоювався, що «справи не відповідають».
Історію Порохової змови досі вважають однією з найбільш незрозумілих сторінок англійської історії. У березні 1605 п'ятеро аристократів (згодом їх число збільшилося) на чолі з Робертом Кейтсбі орендували приміщення, що знаходилося під палатою лордів у Парламенті, куди переправили 36 діжок з порохом. Передбачалося, що 5 листопада під час парламентського засідання Фокс, який добре вміє поводитися з порохом, запалить ґніт, що вів до наповненого порохом приміщення під палатою лордів. Цим пояснюється те, що його ім'я стало символом всієї змови. Решта учасників змови роз'їхалися по країні. У їхніх планах було зведення на престол малолітньої принцеси Єлизавети і передача влади католицькому регенту.

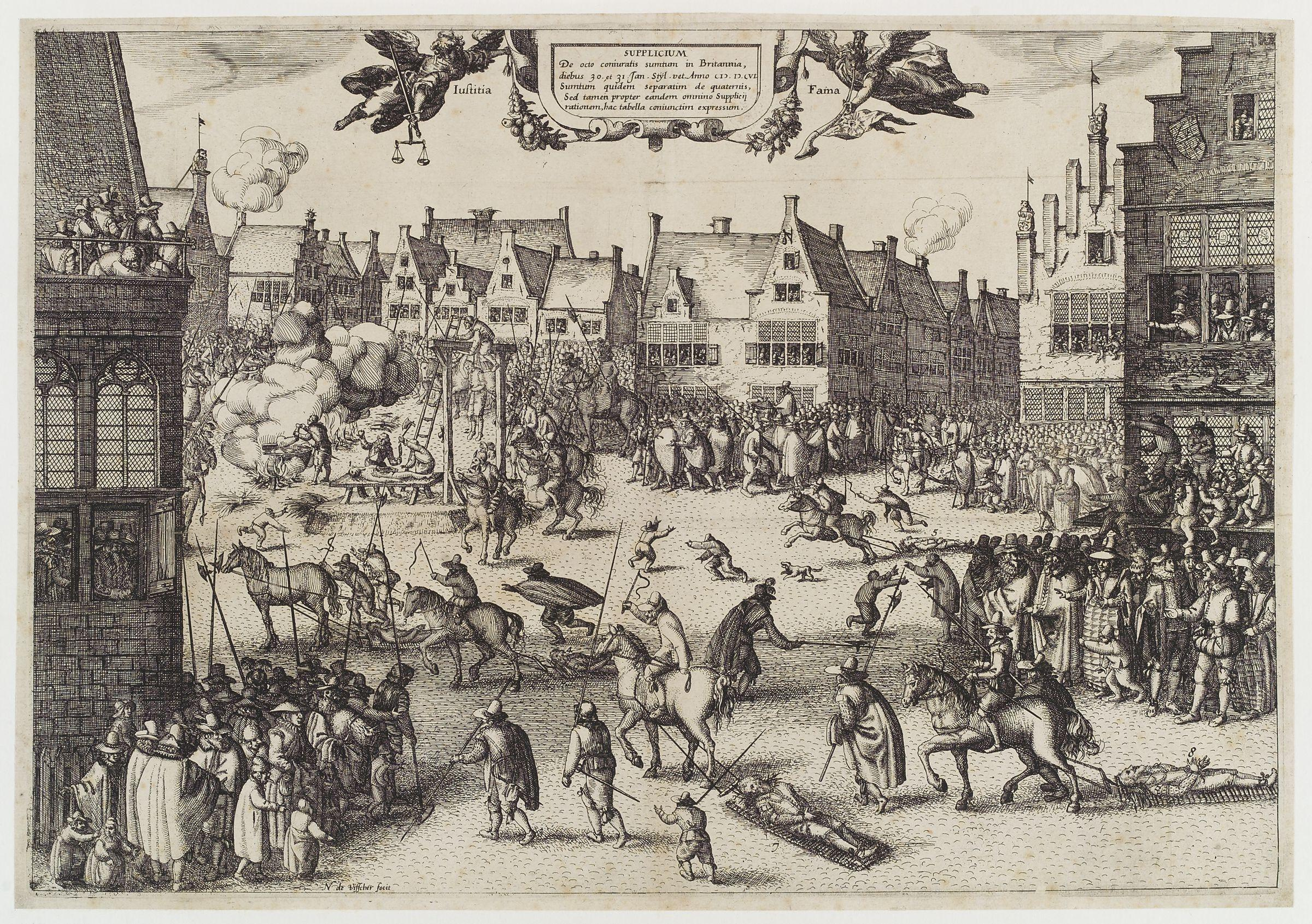
Четвертування Гая Фокса. Гравюра Ніколаса Іоанніса Фішера

26 жовтня на ім'я Вільяма Паркера, четвертого лорда Монтегю, надійшло анонімне послання, в якому невідомий доброзичливець застерігав його від відвідування Парламенту 5 листопада. Лорд відразу ж передав листа королю. 4 листопада камергер граф Саффолк у супроводі лорда Монтегю провели огляд будівель парламенту і виявили у підвалі приготований до вибуху порох. Гай Фокс був заарештований у ніч на 5 листопада 1605 року. Він назвався вигаданим ім'ям і видавав себе за слугу, однак під тортурами видав всіх учасників змови. Після безуспішних спроб сховатися змовники були схоплені. За вироком суду 31 січня 1606 відбулася їхня страта. Гая Фокса повинні були повісити і четвертувати. Однак знесилений тортурами Фокс впав зі сходів ешафота і зламав собі шию. Проте його тіло все ж було четвертовано, як постановив суд.

### За кордоном
Намагаючись заручитися іноземної підтримкою, в травні 1605 року Фокс вирушив за кордон і повідомив Х'ю Оуен про план змовників. У якийсь момент під час цієї поїздки його ім'я потрапило в файли Роберта Сесіла, 1-го графа Солсбері, який використовував мережу шпигунів по всій Європі. Можливо, винен один з цих шпигунів, капітан Вільям Тернер. Хоча інформація, яку він надавав Солсбері, зазвичай була не більше ніж розпливчасті звіти про вторгнення і не включала нічого, що стосувалося порохового змови, 21 квітня він розповів, як Тесімонд повинен був доставити Фокса в Англію. Фокс був добре відомим фламандським найманцем, і його представили «містерові Кейтсбі» і «почесним друзям знаті і іншим людям, у яких напоготові була зброя і коні». У звіті Тернера, однак, не згадувався псевдонім Фокса в Англії, Джон Джонсон, і він дійшов до Сесіла тільки в кінці листопада, набагато пізніше того, як змова була розкрита.
Невідомо, коли Фокс повернувся в Англію, але він повернувся в Лондон до кінця серпня 1605 року, коли він і Вінтур виявили, що порох, що зберігався в підземному кладовищі, розклався. До кімнати внесли ще порох і дрова, щоб приховати його. Остаточна роль Фокса в сюжеті була визначена в ході серії зустрічей у жовтні. Він повинен був запалити запал, а потім втекти через Темзу. Одночасно повстання в Мідлендсі допомогло забезпечити захоплення принцеси Єлизавети. Акти царевбивства засуджувалися, і тому Фокс попрямував на континент, де він пояснив католицьким владі свій святий обов'язок — вбити короля і його свиту.

### Викриття
Деякі змовники були стурбовані тим, що католики теж будуть присутні в парламенті під час відкриття. Увечері 26 жовтня лорд Монтігл отримав анонімний лист із застереженням триматися подалі і «зайдіть у свій кабінет, там Ви будете у безпеці … цей парламент отримає жахливий удар». Незважаючи на те, що йому швидко стало відомо про цей лист, про який повідомив один із слуг Монтеагла, змовники вирішили продовжувати свої плани, оскільки, як виявилося, це «явно вважалося обманом». Фокс перевірив андеркрофт 30 жовтня і повідомив, що нічого не порушено. Проте підозри Монтеагла були викликані, і лист був показаний королю Якову. Король наказав серу Томасу Книве провести обшуки в підвалах під Парламентом, які він зробив у перші години 5 листопада. Фокс зайняв свою станцію пізно ввечері, озброєний повільним сірником і годинником, який йому дав Персі, «оскільки він повинен знати, як час пішов». Його знайшли, покинувши льох, незабаром після півночі та заарештувавши. Бочки з порохом були виявлені заховані під купами дров та вугілля.

### Катування
Фокс представився ім'ям Джон Джонсон, і його вперше допитали члени таємної палати короля, де він поводив себе зухвало. На запитання одного з лордів, що він планував зробити з такою великою кількістю пороху, Фокс відповів, що його наміром було «здути вас, шотландських жебраків, назад у ваші рідні гори». Він сказав, що йому 36 років, а також, що він католик з Нідердейла в Йоркширі, і вказав ім'я батька Томас, а матері — Едіт Джексон. Рани на тілі, зазначені допитувачами, він пояснив наслідками плевриту. Фокс визнав свій намір підірвати палату лордів і висловив жаль із-за того, що цього не вдалось зробити. Його непохитна манера викликала захоплення короля Якова, який описав Фокса як «a Roman resolution».

## Спадщина
Англійським парламентом був прийнятий закон про святкування 5 листопада «Дня подяки за порятунок». З часом день трансформувався в ніч і з'явилася традиція святкування «Ночі Гая Фокса». «Ніч Гая Фокса» досі відзначається у багатьох англомовних країнах 5 листопада. Свято також має назву «Ночі Вогнищ» або «Ночі Феєрверків». Слово guy стало означати опудало Фокса, яке спалювали в річницю змови, пізніше — опудало взагалі, потім погано вдягнену людину, і, нарешті (в розмовній американській англійській) — будь-яку молоду людину, хлопця. Головний феєрверк влаштовують на південному березі Темзи в лондонському парку Батерсі. Там же ж запалюють гігантське багаття.
Нагадуванням про «Ніч Гая Фокса» слугує і експозиція у Білій вежі Тауеру. Там стоять бочки, розфарбовані червоною фарбою, та інші експонати, що розповідають про «Порохову змову».

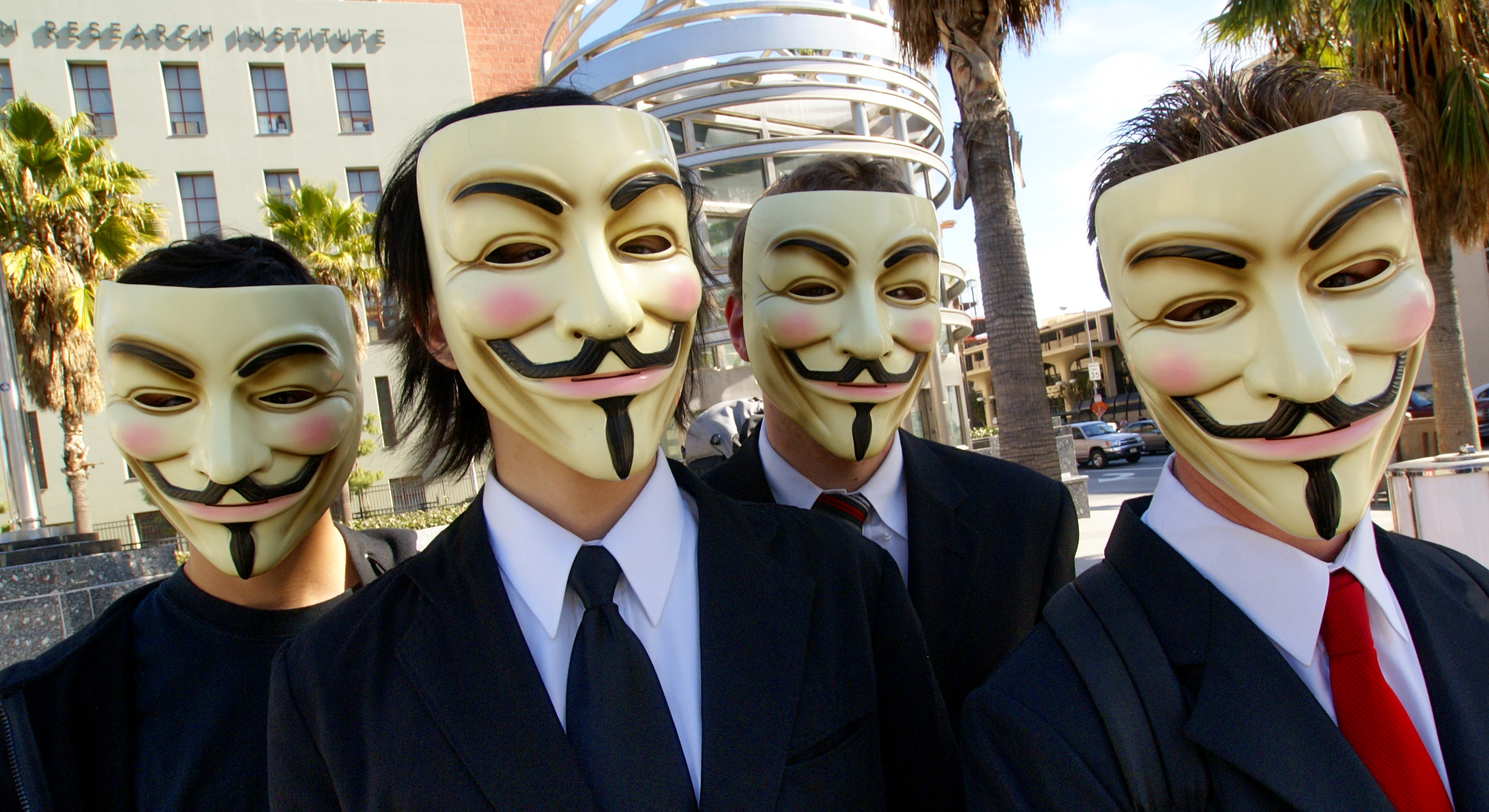
Анонімні активісти, одягнені у маски Гая Фокса

### Маска Гая Фокса
Маска Гая Фокса, що використовувалась у фільмі «V означає Вендетта», перетворилась на інтернет-мем. З 2009 року маска Гая Фокса стала незмінним атрибутом протестувальників і демонстрантів, зокрема акції Захопи Волл-стріт. Одними з перших маску почали використовувати хакери з угруповання «Anonymous». Дизайн маски розробив художник-ілюстратор Девід Ллойд у 1982 році.

### У світі розваг
Вийшла серія коміксів V означає Вендетта з 10 випусків, написана Аланом Муром і проілюстрована Девідом Ллойдом у травні 1982 — березні 1989.
У 2006 році була знята кінострічка «V означає Вендетта» — екранізація однойменного антиутопічного коміксу Алана Мура.